# Leytonstone

Waltham Forest, donde se encuentra Leytonstone.

Leytonstone es un barrio del municipio londinense de Waltham Forest en el Gran Londres, Inglaterra (Reino Unido). Es una zona de alta densidad suburbana, situado a siete kilómetros al noreste de Charing Cross, en el condado ceremonial del Gran Londres y el histórico condado de Essex. Limita con Walthamstow, en el noroeste, Wanstead al norte, Leyton al sur, y Forest Gate (en el distrito londinense de Newham) hacia el este. 

## Famosos nacidos en Leytonstone
Leytonstone es el lugar de nacimiento del cineasta Alfred Hitchcock, del futbolista inglés David Beckham, del músico Damon Albarn —fundador de Blur— y de Steve Harris, bajista de la banda Iron Maiden.
- Datos: Q1368969
- Multimedia: Leytonstone / Q1368969